# David Iriarte
David Iriarte Urdiain (Palma di Maiorca, 1º aprile 1995) è un cestista spagnolo.

## Carriera

### Nazionale
Nel 2014 ha vinto, con la nazionale Under-20 spagnola, la medaglia d'argento all'Europeo di categoria, disputato in Grecia.

## Palmarès
- Liga LEB Oro: 1

Fundación Granada: 2021-2022